# 알아흘리 클럽 (마나마)
알아흘리 클럽 마나마(아랍어: النادي الأهلي البحريني, 영어: Al-Ahli Club of Manama)는 1936년에 창단된 바레인의 축구 클럽으로, 마나마를 연고로 하고 있다. 현재 바레인의 최상위 축구 리그인 바레인 프리미어리그에 참가하고 있다.

## 선수 명단

### 현역
- 압둘라 알하샤시(2022 ~ )

## 역대 감독
| 감독                | 임기        |
| ------------------- | ----------- |
| 요제프 히커스베르거 | 1995 ~ 1997 |

틀:알아흘리 클럽 (마나마) 선수 명단